# Bergische Eisenstraße

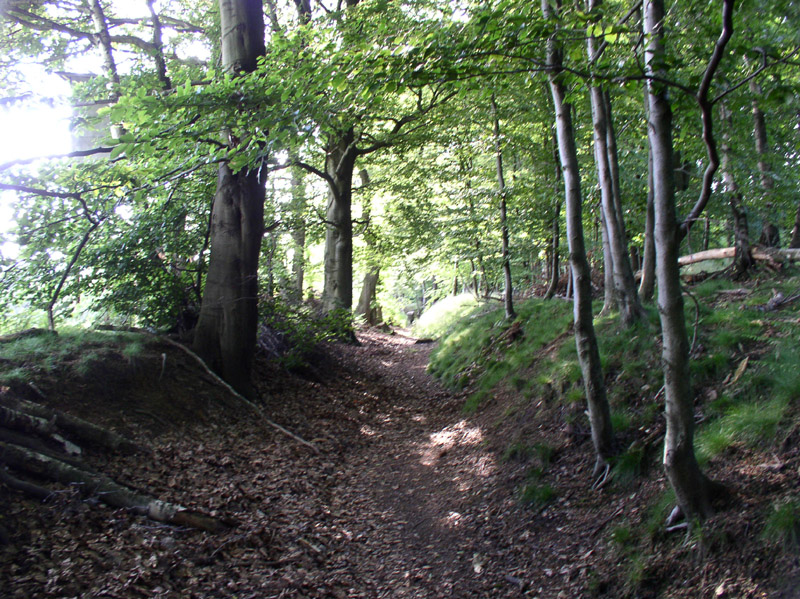
Ausgefahrener Hohlweg der Bergischen Eisenstraße beim Goldenbergshammer

Die Bergische Eisenstraße ist eine historische Transportstrecke von großer Bedeutung für das in Schmieden und Hämmern des Cronenberger, Remscheider und Solinger Raums zu verarbeitende Roheisen, das im 16. bis 18. Jahrhundert aus dem Sauer- und Siegerland importiert werden musste. Der Weg wurde 1715 als „Yser-Stras“ von dem regional wirkenden Kartographen Erich Philipp Ploennies in seiner Topographia Ducatus Montani erwähnt. 
Ausgangspunkt der Bergischen Eisenstraße war zum einen die schon im Mittelalter urkundlich erwähnte Siegerländer Grube Stahlberg in Müsen, ein anderer Arm der Eisenstraße kam von Siegen über Freudenberg. Bei Wenden vereinigten sich beide Strecken. Sie verlief dann weiter über Iseringhausen, Gelsingen bei Drolshagen, Eckenhagen, Derschlag, Gummersbach, Marienheide, Kempershöhe, Dohrgaul, Wipperfürth, Fürweg, Kleineichen, Tannenbaum, Hückeswagen, Höhsiepen, Goldenbergshammer, Forsten, Engelsburg, Remscheid und Wuppertal.
Im Jahre 1791 wurden laut einer Remscheider Denkschrift auf der Bergischen Eisenstraße mehr als 6.075 Tonnen Eisen und Stahl auf insgesamt 12.150 Karren transportiert.
Mit dem Bau von befestigten Straßen verlor die Bergische Eisenstraße ab 1780 an Bedeutung. Als Rest dieses Transportwegs ist heute noch ein durch die rege Benutzung entstandener Hohlweg zwischen dem Goldenbergshammer und Hückeswagen zu erkennen. Dieser Abschnitt ist seit dem 29. Juli 1990 als Bodendenkmal unter Schutz gestellt.